# Championnat de la CONCACAF 1985
Navigation
Honduras 1981 1989
Le Championnat de la CONCACAF 1985, compétition continentale, regroupe l'ensemble des fédérations d'Amérique du Nord, d'Amérique centrale et des Caraïbes. Organisée un an avant la phase finale de la Coupe du monde de football 1986 au Mexique, elle sert également de campagne éliminatoire pour le tournoi mondial afin de déterminer l'équipe qui va représenter la zone CONCACAF en compagnie du Mexique, pays hôte et qualifié d'office. Du fait de sa participation assurée, le Mexique ne prend pas part au tournoi continental.

## Tour préliminaire
17 équipes sont inscrites. Le tour préliminaire du championnat de la CONCACAF oppose 16 équipes en rencontres à élimination directe par matchs aller-retour., la dix-septième équipe étant exemptée et directement qualifiée pour le premier tour. Après tirage au sort, il s'agit du Guatemala.
| Équipe 1               | Résultat     | Équipe 2           | Aller | Retour |
| ---------------------- | ------------ | ------------------ | ----- | ------ |
| Salvador               | 8-0          | Porto Rico         | 5-0   | 3-0    |
| Antilles néerlandaises | 0-4          | États-Unis         | 0-0   | 0-4    |
| Panama                 | 0-4          | Honduras           | 0-3   | 0-1    |
| Haïti                  | 5-2          | Antigua-et-Barbuda | 4-0   | 1-2    |
| Suriname               | 2-1          | Guyana             | 1-0   | 1-1    |
| Canada                 | Q. - forfait | Jamaïque           | -     | -      |
| Costa Rica             | Q. - forfait | Barbade            | -     | -      |
| Trinité-et-Tobago      | Q. - forfait | Grenade            | -     | -      |
| Guatemala              | exempt       |                    | -     | -      |

## Premier tour

### Groupe 1:Honduras
| Rang | Équipe   | Pts | J | G | N | P | Bp | Bc | Diff |  | Résultats (▼ dom., ► ext.) |     |     |     |
| ---- | -------- | --- | - | - | - | - | -- | -- | ---- |  | -------------------------- | --- | --- | --- |
| 1    | Honduras | 6   | 4 | 2 | 2 | 0 | 5  | 3  | +2   |  | Honduras                   |     | 0-0 | 2-1 |
| 2    | Salvador | 5   | 4 | 2 | 1 | 1 | 7  | 2  | +5   |  | Salvador                   | 1-2 |     | 3-0 |
| 3    | Suriname | 1   | 4 | 0 | 1 | 3 | 2  | 9  | -7   |  | Suriname                   | 1-1 | 0-3 |     |

### Groupe 2:Canada
| Rang | Équipe    | Pts | J | G | N | P | Bp | Bc | Diff |  | Résultats (▼ dom., ► ext.) |     |     |     |
| ---- | --------- | --- | - | - | - | - | -- | -- | ---- |  | -------------------------- | --- | --- | --- |
| 1    | Canada    | 7   | 4 | 3 | 1 | 0 | 7  | 2  | +5   |  | Canada                     |     | 2-1 | 2-0 |
| 2    | Guatemala | 5   | 4 | 2 | 1 | 1 | 7  | 3  | +4   |  | Guatemala                  | 1-2 |     | 4-0 |
| 3    | Haïti     | 0   | 4 | 0 | 0 | 4 | 0  | 9  | -9   |  | Haïti                      | 0-2 | 0-1 |     |

### Groupe 3:Costa Rica
| Rang | Équipe            | Pts | J | G | N | P | Bp | Bc | Diff |  | Résultats (▼ dom., ► ext.) |     |     |     |
| ---- | ----------------- | --- | - | - | - | - | -- | -- | ---- |  | -------------------------- | --- | --- | --- |
| 1    | Costa Rica        | 6   | 4 | 2 | 2 | 0 | 6  | 2  | +4   |  | Costa Rica                 |     | 1-1 | 1-1 |
| 2    | États-Unis        | 5   | 4 | 2 | 1 | 1 | 4  | 3  | +1   |  | États-Unis                 | 0-1 |     | 2-1 |
| 3    | Trinité-et-Tobago | 1   | 4 | 0 | 1 | 3 | 2  | 7  | -5   |  | Trinité-et-Tobago          | 0-3 | 0-1 |     |

## Poule finale
Les 3 équipes qualifiées - le Honduras, le Canada et le Costa Rica -  se retrouvent en poule finale où chacune affronte ses adversaires 2 fois, une à domicile et une à l'extérieur. L'équipe du Canada, terminant en tête du classement, est sacrée championne de la zone CONCACAF, et se qualifie par la même occasion pour la phase finale de la Coupe du monde de football 1986.
| Rang | Équipe     | Pts | J | G | N | P | Bp | Bc | Diff |  | Résultats (▼ dom., ► ext.) |     |     |     |
| ---- | ---------- | --- | - | - | - | - | -- | -- | ---- |  | -------------------------- | --- | --- | --- |
| 1    | Canada     | 6   | 4 | 2 | 2 | 0 | 4  | 2  | +2   |  | Canada                     |     | 2-1 | 1-1 |
| 2    | Honduras   | 3   | 4 | 1 | 1 | 2 | 6  | 6  | 0    |  | Honduras                   | 0-1 |     | 3-1 |
| 3    | Costa Rica | 3   | 4 | 0 | 3 | 1 | 4  | 6  | -2   |  | Costa Rica                 | 0-0 | 2-2 |     |

| Champion de la CONCACAF 1985 |
| ---------------------------- |
| Canada Premier Titre         |

## Meilleurs buteurs
5 buts :
- José Roberto Figueroa

4 buts :
- Dale Mitchell

3 buts :
- Porfirio Armando Betancourt
- Johnny Williams
- Igor Vrablic

## Sources et liens externes
- Notes, infos et feuilles de matchs sur RSSSF